# Waldersbach
Waldersbach é uma comuna francesa na região administrativa de Grande Leste, no departamento Baixo Reno. Estende-se por uma área de 3,37 km². Em 2010 a comuna tinha 130 habitantes (densidade: 38,6 hab./km²).